# Amédée de Genève (évêque de Die)
Pour les articles homonymes, voir Amédée de Genève.
Amédée de Genève né avant 1234 et mort à Die le 22 janvier 1276, est un prélat, évêque de Die du XIIIe siècle, issu de la maison de Genève.

## Biographie

### Origines
Amédée, parfois Amé, est le fils du comte de Genève Guillaume II et de son épouse Alice (v. 1195-1256), fille de Albert II de La Tour du Pin, issu de la puissante famille de La Tour du Pin originaire du Dauphiné. Toutefois, l'historien Matthieu de La Corbière considère que celle-ci serait issue de la famille de Faucigny. Ils ont « sept fils vivants [...] et au moins une fille ». Il a donc pour frère Rodolphe ou Raoul (1220 - 1265), qui succède à leur père à la tête du comté, Aimon, évêque de Viviers (1255 - 1263), Henri (1230 - 1273), Robert, évêque de Genève (1276-1287), Gui, Guy ou Guigues († 1291), évêque de Langres (1266-1291), qui fut conseiller des rois de France Philippe III et Philippe le Bel, ainsi que Agathe, abbesse de Sainte-Catherine du Mont,.
Par sa tante paternelle Béatrix, il est cousin des comtes de Savoie Pierre et Philippe et neveu par sa mère de Hugues, évêque de Clermont.
Amédée de Genève est présent auprès du roi d'Angleterre, lorsque celui-ci est en Guyenne en 1242, avec son frère Aimon.

### Carrière ecclésiastique
Amédée de Genève apparaît dans le cartulaire de l'église de Lausanne, où il est chanoine, en 1234. Il fait partie en 1239 des alliés de Jean de Cossonay contre l'évêque Boniface de Lausanne.
Il est nommé par le pape Innocent IV au siège épiscopal de Die à la résignation d'Humbert, vers septembre 1245, ; il y restera jusqu'à sa mort. Son entrée solennelle dans la ville de Die se fait en présence de son cousin le Dauphin Guigues VII, devenu son vassal pour les possessions delphinales dans le diocèse de Die.
Il entreprend de démêler les différends entre évêques de Die et de Sisteron dans le sud-est du diocèse, autour de l'abbaye de Bodon et, par accord du 11 janvier 1248, reconnaît la prédominance de Sisteron. La même année, il fait en compagnie de l'évêque de Viviers Arnaud de Vogüé le tour des églises de la région pour y recueillir un nouvel impôt dû au pape, non sans succès, puis assiste au synode de Valence, où sont prises les dispositions concernant l'application locale de la seconde excommunication de l'empereur Frédéric.
Le 16 octobre 1250, les travaux de rénovation étant terminés, il consacre la cathédrale de Die et acquiert des droits sur les terres de Valdrôme, puis affirme en 1251 la suzeraineté des comtes-évêques de Die sur le Vercors, freinant dans les deux cas l'expansion des dauphins de Viennois dans son diocèse.
À la mort de son père le 25 novembre 1252, à Domène, dans le Dauphiné,, à qui succède Rodolphe, il est chargé de superviser le partage du reste de l'héritage entre ses autres frères,. Il délègue en 1253 cette charge à son aîné, étant accaparé par ses démêlés avec les dauphins de Viennois. La guerre avec Guigues VII est évitée grâce à l'intervention des archevêques de Vienne et de Lyon qui préconisent un partage des terres et poussent le dauphin à se reconnaître vassal de l'évêque de Die en son diocèse.
Amédée consolide ses pouvoirs temporels, en tant que comte de son diocèse, en recevant les hommages de ses vassaux, notamment pour La Motte en 1255, Luc en 1268 et, par les armes, pour le Trièves en 1259. Il soutient son frère Aimon évêque de Viviers contre le comte de Valentinois Aymar III de Poitiers-Valentinois (1260-1263).
En 1274, il assiste au concile de Lyon.

### Mort et succession
Dans son testament de janvier 1275, il lègue l'ensemble de ses biens à son neveu le comte de Genève, Aymon II. 
Amédée de Genève meurt le 22 janvier 1276.
À sa mort, l'évêché de Die est uni à celui de Valence, dont Amédée de Roussillon, un neveu, occupe le siège depuis l'année précédente,. Le lien de parenté est donné, sans source, et repris par les successeurs de Claude Le Laboureur (1681). Amédée de Roussillon portera dès lors le titre d'évêque de Valence et de Die, comme ses successeurs jusqu'en 1687.